# Semiothisa sublacteolata
Semiothisa sublacteolata är en fjärilsart som beskrevs av George Duryea Hulst 1887. Semiothisa sublacteolata ingår i släktet Semiothisa och familjen mätare. Inga underarter finns listade i Catalogue of Life.